# Uranium-238
Uranium-238 of 238U is een radioactieve isotoop van uranium, een actinide. Met een abundantie op Aarde van 99,2745% bestaat nagenoeg alle natuurlijk voorkomend uranium uit deze isotoop. Daarnaast komt ook uranium-235 voor en worden er sporen aangetroffen van uranium-234.

## Splijtbaarheid
Uranium-238 is in principe wel splijtbaar, maar - in tegenstelling tot uranium-235 - niet in staat een kettingreactie van kernsplijtingen in gang te houden. Het is echter in staat om een traag neutron in te vangen. Na het tweemaal ondergaan van bètaverval ontstaat plutonium-239, dat wel een kettingreactie in stand kan houden. In een kweekreactor wordt van dit proces gebruikgemaakt om plutonium-239 als kernbrandstof aan te maken. Daarmee wordt de winbare energie uit een gegeven hoeveelheid uranium vergroot, omdat het grootste gedeelte ervan bestaat uit uranium-238.
In het geval dat uranium-238 wordt beschoten met snelle neutronen treedt wel kernsplijting op, maar er wordt geen kettingreactie op gang gebracht, doordat inelastische verstrooiing de energie (en dus de snelheid) van de vrijgekomen neutronen sterk vermindert. Daardoor hebben de neutronen die bij splijting van uranium-238 vrijkomen te weinig energie om nieuwe uraniumkernen te splijten.

## Vorming
Uranium-238 kan ontstaan door radioactief verval van de instabiele isotopen protactinium-238 en plutonium-242, die echter niet in de natuur voorkomen: 
{\displaystyle {\ce {{^{238}_{91}Pa}->{^{238}_{92}U}+{e^{-}}+{\bar {\nu }}_{e}}}}
{\displaystyle {\ce {{^{242}_{94}Pu}->{^{238}_{92}U}+\,_{2}^{4}\alpha }}}
Het uranium-238 dat op Aarde voorkomt is gevormd door nucleosynthese in supernova's.

## Radioactief verval
Uranium-238 bezit een halveringstijd van 4,47 miljard jaar. Het vervalt vrijwel geheel naar de radionuclide thorium-234, onder uitzending van alfastraling:
{\displaystyle {\ce {{^{238}_{92}U}->{^{234}_{90}Th}+\,_{2}^{4}\alpha }}}
De vervalenergie hiervan bedraagt 4,27 MeV. Daarnaast kan uranium-238 ook nog spontane splijting en dubbel bètaverval ondergaan, maar de waarschijnlijkheden van deze vervaltypes zijn zeer laag.

## Vervalreeks
| Vervalreeks van uranium-238 | Vervalreeks van uranium-238 | Vervalreeks van uranium-238 | Vervalreeks van uranium-238 | Vervalreeks van uranium-238                                                        |
| Iso                         | Halveringstijd              | VV                          | VE (MeV)                    | VP                                                                                 |
| --------------------------- | --------------------------- | --------------------------- | --------------------------- | ---------------------------------------------------------------------------------- |
| 238U                        | 4,468 × 109 j               | α                           | 4,26975                     | {\displaystyle {\ce {{^{238}_{92}U}->{^{234}_{90}Th}+\,_{2}^{4}\alpha }}}          |
| 234Th                       | 21,83 min                   | β−                          | 0,273                       | {\displaystyle {\ce {{^{234}_{90}Th}->{^{234}_{91}Pa}+{e^{-}}+{\bar {\nu }}_{e}}}} |
| 234Pa                       | 1,17 min                    | β−                          | 2,23                        | {\displaystyle {\ce {{^{234}_{91}Pa}->{^{234}_{92}U}+{e^{-}}+{\bar {\nu }}_{e}}}}  |
| 234U                        | 2,4566 × 105 j              | α                           | 4,85773                     | {\displaystyle {\ce {{^{234}_{92}U}->{^{230}_{90}Th}+\,_{2}^{4}\alpha }}}          |
| 230Th                       | 75.438 j                    | α                           | 4,767                       | {\displaystyle {\ce {{^{230}_{90}Th}->{^{226}_{88}Ra}+\,_{2}^{4}\alpha }}}         |
| 226Ra                       | 1600 j                      | α                           | 4,781                       | {\displaystyle {\ce {{^{226}_{88}Ra}->{^{222}_{86}Rn}+\,_{2}^{4}\alpha }}}         |
| 222Rn                       | 3,825 d                     | α                           | 5,590                       | {\displaystyle {\ce {{^{222}_{86}Rn}->{^{218}_{84}Po}+\,_{2}^{4}\alpha }}}         |
| 218Po                       | 3,10 min                    | α                           | 6,111                       | {\displaystyle {\ce {{^{218}_{84}Po}->{^{214}_{82}Pb}+\,_{2}^{4}\alpha }}}         |
| 214Pb                       | 26,8 min                    | β−                          | 1,04                        |                                                                                    |
| 214Bi                       | 7,6 min                     | β−                          | 3,28                        | {\displaystyle {\ce {{^{214}_{83}Bi}->{^{214}_{84}Po}+{e^{-}}+{\bar {\nu }}_{e}}}} |
| 214Po                       | 164,3 µs                    | α                           | 7,835                       | {\displaystyle {\ce {{^{214}_{84}Po}->{^{210}_{82}Pb}+\,_{2}^{4}\alpha }}}         |
| 210Pb                       | 22,20 j                     | β−                          | 0,061                       | {\displaystyle {\ce {{^{210}_{82}Pb}->{^{210}_{83}Bi}+{e^{-}}+{\bar {\nu }}_{e}}}} |
| 210Bi                       | 5,012 d                     | β−                          | 1,16                        | {\displaystyle {\ce {{^{210}_{83}Bi}->{^{210}_{84}Po}+{e^{-}}+{\bar {\nu }}_{e}}}} |
| 210Po                       | 138,376 d                   | α                           | 5,408                       | {\displaystyle {\ce {{^{210}_{84}Po}->{^{206}_{82}Pb}+\,_{2}^{4}\alpha }}}         |
| 206Pb                       | stabiel                     | stabiel                     | stabiel                     | stabiel                                                                            |

## Toepassing als dateringsmethode
De isotoop wordt gebruikt bij de uranium-thoriumdatering, een radiometrische dateringsmethode die toegepast wordt in de geochronologie om de ouderdom van gesteenten of sedimenten te bepalen.
215U · 216U · 217U · 218U · 219U · 220U · 221U · 222U · 223U · 224U · 225U · 226U · 227U · 228U · 229U · 230U · 231U · 232U · 233U · 234U · 234mU · 235U · 235mU · 236U · 236m1U · 236m2U · 237U · 238U · 238mU · 239U · 239m1U · 239m2U · 240U · 241U · 242U · 243U